# Dundee City
Dundee City (alternativt City of Dundee) är en av Skottlands kommuner, belägen i den östra delen av Skottland. Kommunen har status som city och lieutenancy area (ståthållarskap), och omfattar även andra orter än själva Dundee. Dundee City är den minsta kommunen i Skottland, men har den fjärde största staden i landsdelen.

## Orter
- Broughty Ferry
- Dundee